# Anders Andersson i Perstorp
Anders Andersson (i riksdagen kallad Andersson i Perstorp), född 30 oktober 1810 i Frödinge socken, död 6 februari 1863 i Gladhammars socken, var en svensk riksdagsman i bondeståndet.
Andersson företrädde Tunaläns, Sevede och Aspelands härader av Kalmar län vid riksdagen 1856–1858.
Vid riksdagen 1856–1858 var Andersson elektor för val av justitieombudsman, suppleant i bankoutskottet och ledamot i förstärkta statsutskottet.